# Kanton Billom
Kanton Billom (fr. Canton de Billom) je francouzský kanton v departementu Puy-de-Dôme v regionu Auvergne. Tvoří ho 10 obcí.

## Obce kantonu
- Billom
- Bongheat
- Bort-l'Étang
- Égliseneuve-près-Billom
- Glaine-Montaigut
- Mauzun
- Montmorin
- Neuville
- Pérignat-sur-Allier
- Saint-Julien-de-Coppel